# GH Возничего
GH Возничего (лат. GH Aurigae) — одиночная переменная звезда в созвездии Возничего на расстоянии (вычисленном из значения параллакса) приблизительно 3297 световых лет (около 1011 парсеков) от Солнца. Видимая звёздная величина звезды — от менее +18m до +14,6m.

## Характеристики
GH Возничего — красная пульсирующая переменная S-звезда, мирида (M) спектрального класса S. Эффективная температура — около 3284 К.